# 封祝唐
封祝唐，廣西省梧州府容縣人，清朝政治人物、同進士出身。
光緒六年（1880年），参加庚辰科殿試，登進士三甲第1名。同年五月，授內閣中書。